# Mount Cayley
Mount Cayley (franska: Mont Cayley) är ett berg i Kanada.   Det ligger i provinsen British Columbia, i den sydvästra delen av landet, 3 500 km väster om huvudstaden Ottawa. Toppen på Mount Cayley är 2 377 meter över havet.
Terrängen runt Mount Cayley är huvudsakligen mycket bergig.Trakten runt Mount Cayley är nära nog obefolkad, med mindre än två invånare per kvadratkilometer.. Det finns inga samhällen i närheten.
I omgivningarna runt Mount Cayley växer i huvudsak barrskog.